# SK Nieuwe Kempen
Sport en Kultuur Nieuwe Kempen was een Belgische voetbalclub uit het gehucht Nieuwe Kempen in Opglabbeek (deelgemeente van Oudsbergen). De clubkleuren waren blauw en wit.

## Geschiedenis
In de wijk Nieuwe Kempen werd begin jaren 70 een amateurvoetbalclub opgericht die speelde onder de naam FC Nieuwe Kempen en men sloot zich aan bij de Koninklijke Belgische Liefhebbers Voetbalbond (KBLVB), een amateurvoetbalbond. In 1981 werd de vereniging een vzw en werd de clubnaam gewijzigd in Sport en Kultuur Nieuwe Kempen.
In 1986 maakte men uiteindelijk de overstap naar de Koninklijke Belgische Voetbalbond (KBVB), waar men stamnummer 9028 kreeg toegekend, en van start ging in de laagste provinciale reeksen, Vierde Provinciale. Begin jaren 90 haalde men er een eerste titel, maar SK Nieuwe Kempen bleef het grootste deel van de jaren 90 in Vierde Provinciale spelen.
In 2002/03 nam de club een nieuwe accommodatie in gebruik. Enkele jaren later begon een succesperiode voor de club. In 2009 werd men kampioen in Vierde Provinciale en zo steeg men weer naar Derde Provinciale. Ook daar bleef men bij de beteren en na amper twee jaar behaalde men ook daar de titel. SK Nieuwe Kempen promoveerde zo in 2011 voor het eerst naar Tweede Provinciale. Daar kon men zich de volgende seizoenen handhaven.
In het seizoen 2013-2014 nam SK Nieuwe Kempen voor het eerst deel aan de Beker van België, maar werd er in de eerste ronde al met 0-8 verslagen door vierdeklasser Spouwen-Mopertingen. In datzelfde seizoen degradeerden ze weer naar Derde Provinciale.
Op 1 mei 2015 staakte de club de activiteiten wegens financiële redenen en ging ze in vereffening. Een eerste plan was te fusioneren met K. Kabouters Opglabbeek en Eendracht Louwel, maar laatstgenoemde zag af van een fusie. 

## Erelijst
Kampioen Derde provinciale: 2011
Kampioen Vierde provinciale: 1991(?) en 2009